# Los Limones, Sonora
Los Limones är en ort i Mexiko.   Den ligger i kommunen Navojoa och delstaten Sonora, i den nordvästra delen av landet, 1 400 km nordväst om huvudstaden Mexico City. Los Limones ligger 45 meter över havet och antalet invånare är 436.
Terrängen runt Los Limones är huvudsakligen platt. Los Limones ligger nere i en dal. Runt Los Limones är det ganska glesbefolkat, med 36 invånare per kvadratkilometer. Närmaste större samhälle är Navojoa, 11,3 km sydväst om Los Limones. I omgivningarna runt Los Limones växer huvudsakligen savannskog.